# Altarul de la Hălchiu

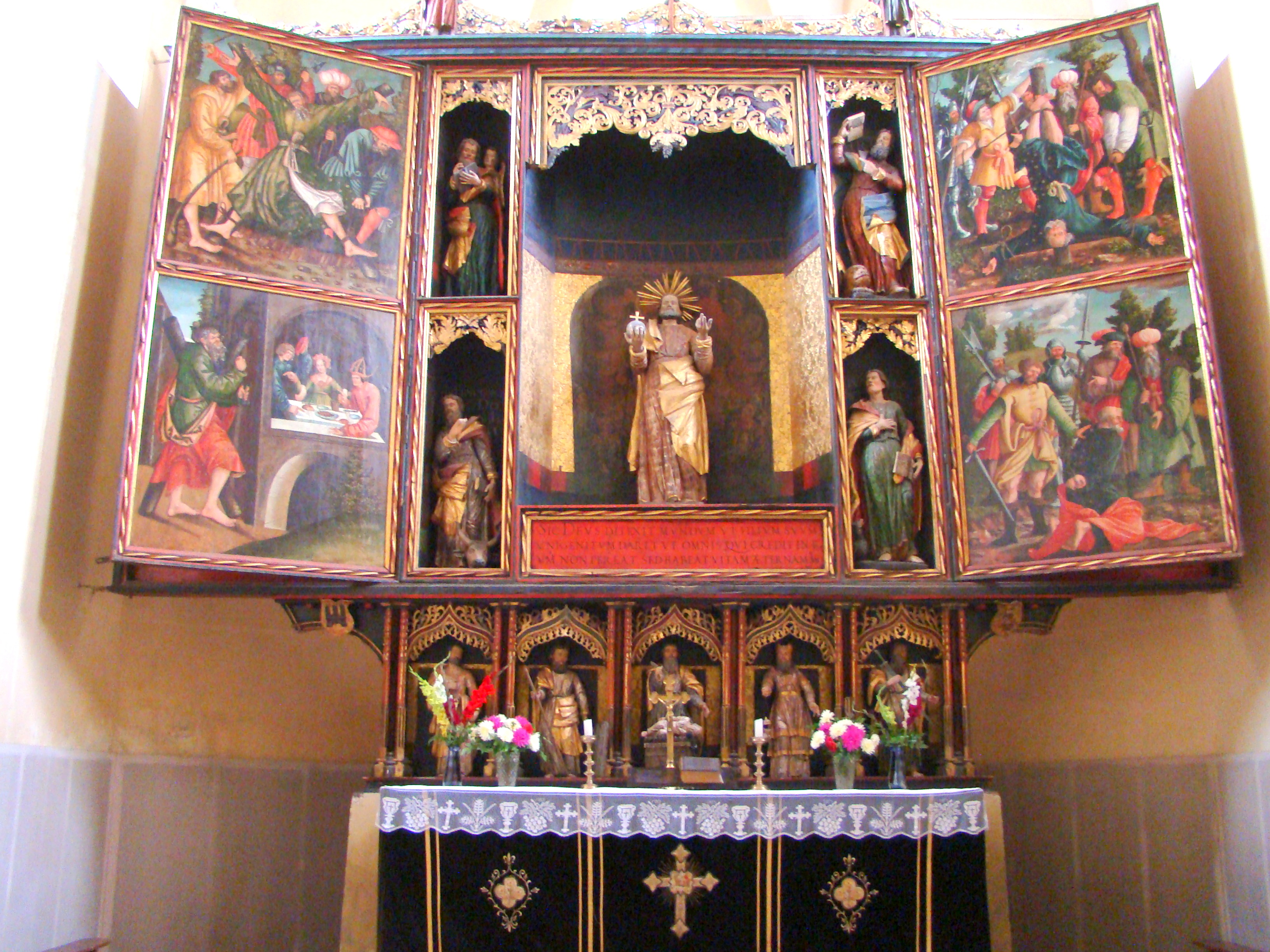
Altarul bisericii evanghelice din Hălchiu, foto: august 2019.

Altarul de la Hălchiu (în germană Heldsdörfer Altar) este o capodoperă a goticului târziu din Transilvania. Lucrarea datează de la începutul secolului al XVI-lea, din perioada de dinainte de reforma protestantă, și reprezintă martiriul sfântului Andrei și patimile lui Isus Cristos. Altarul se află în biserica fortificată din Hălchiu.

## Istoric
Istoricul Lajos Kakucs a lansat ipoteza că execuția altarului ar fi fost finanțată de familia comerciantului Schirmer din Brașov, al cărui fiu a fost, după absolvirea studiilor la Universitatea din Viena, preot catolic în Hălchiu.
Altarul a fost restaurat în anii 1970 cu sprijinul Asociației Sașilor Transilvăneni din Germania.

## Dimensiuni
Altarul are o înălțime de 8 metri și o lățime de 7,7 metri.

## Imagini

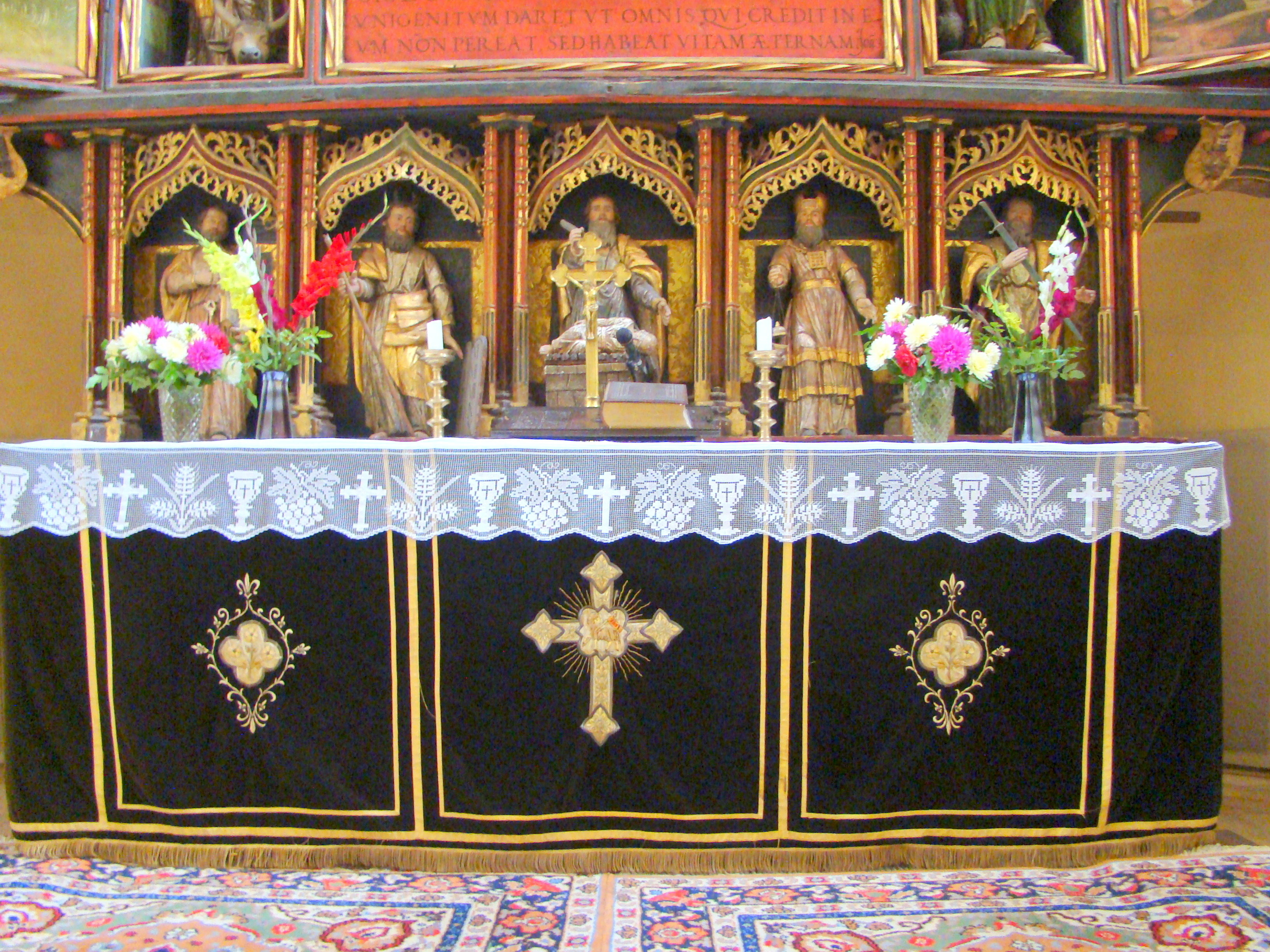
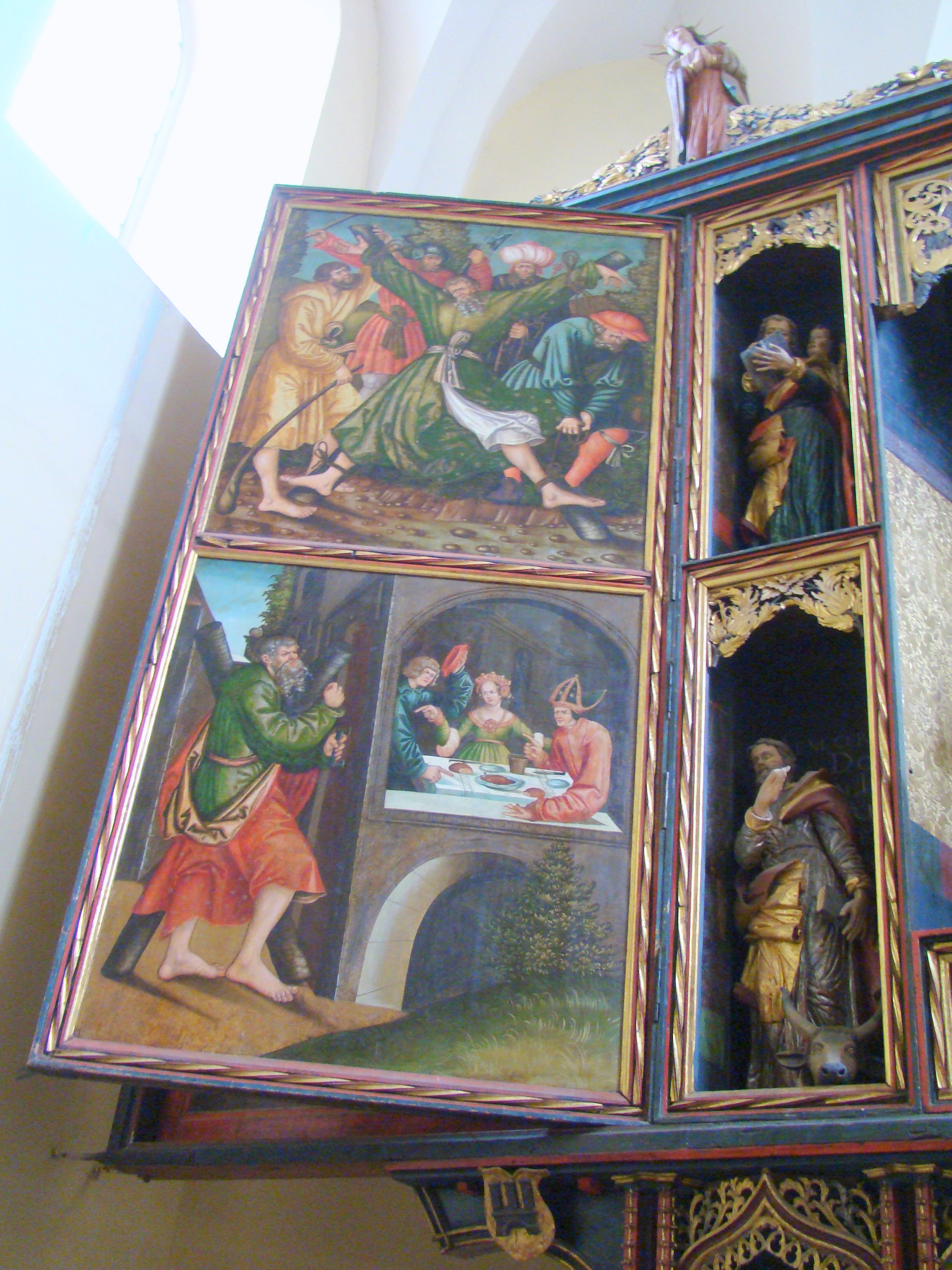
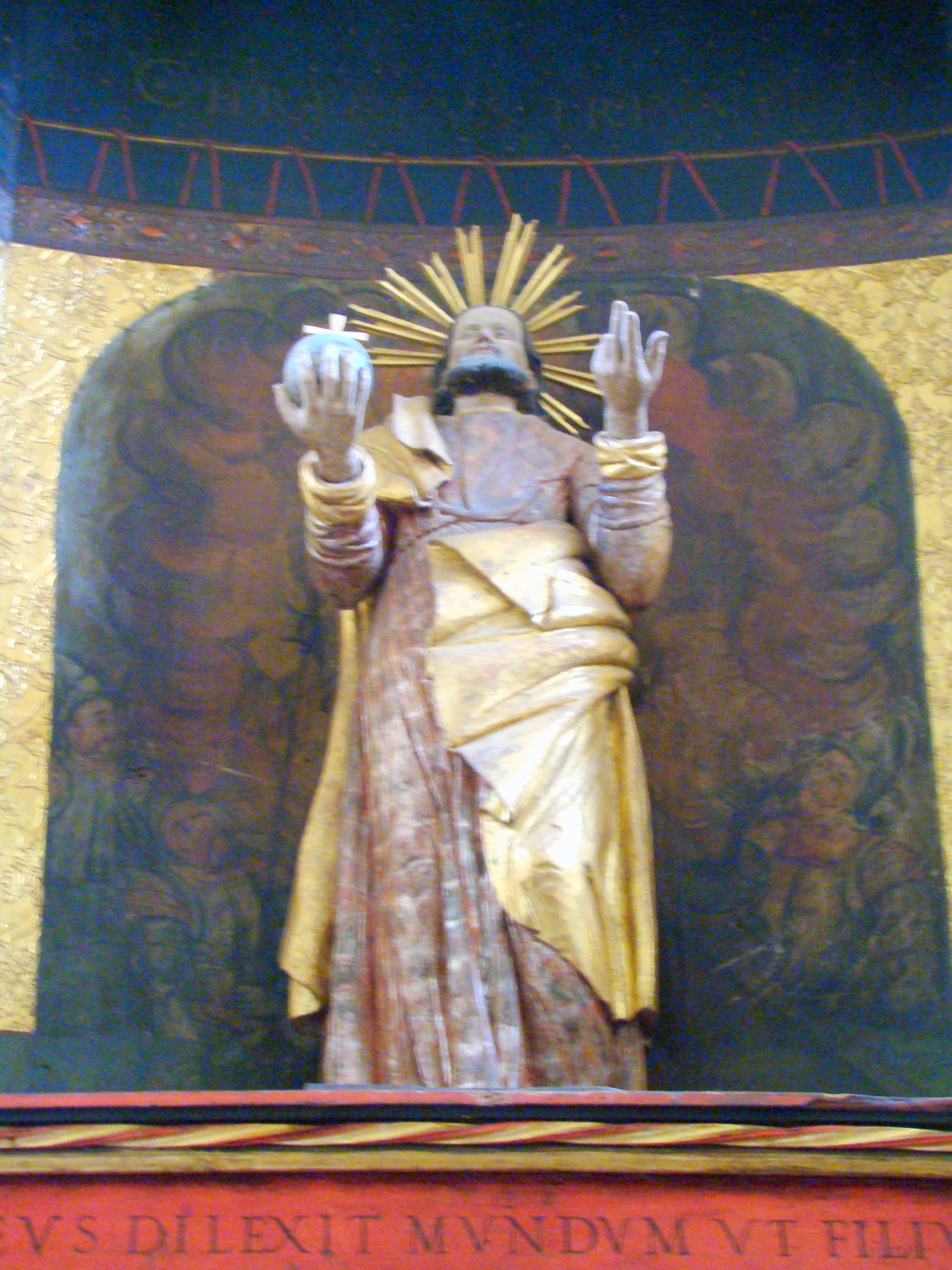
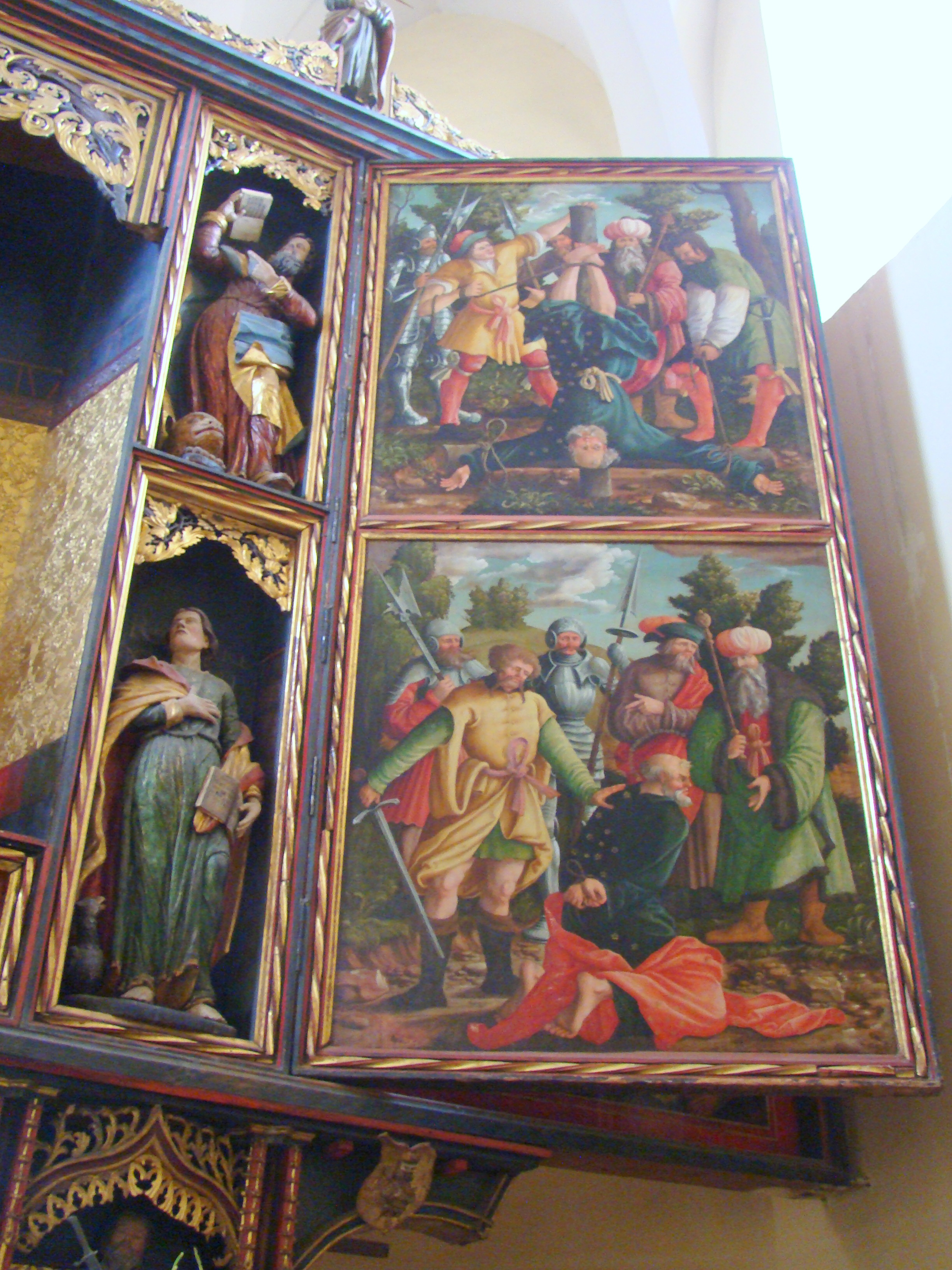
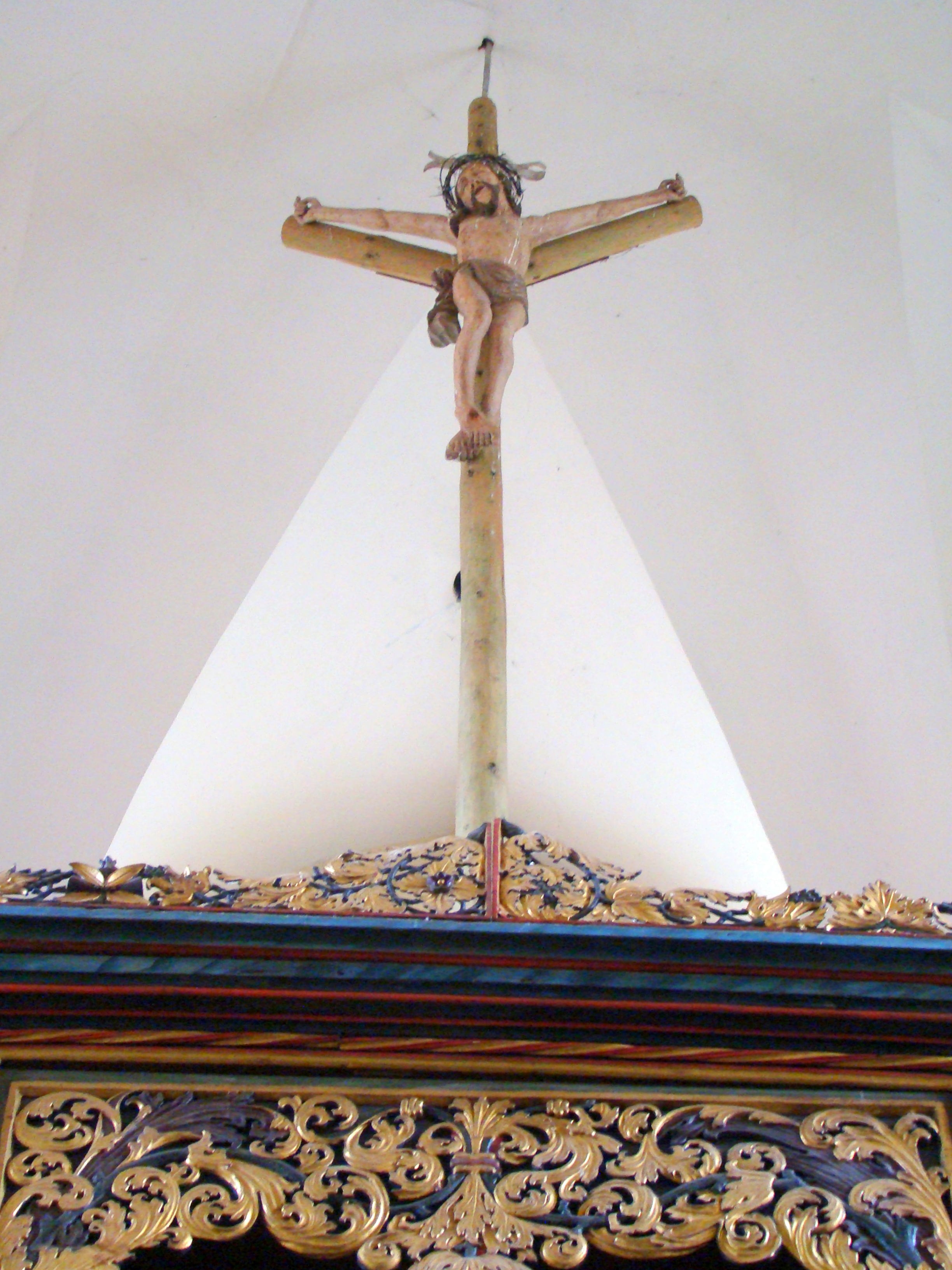
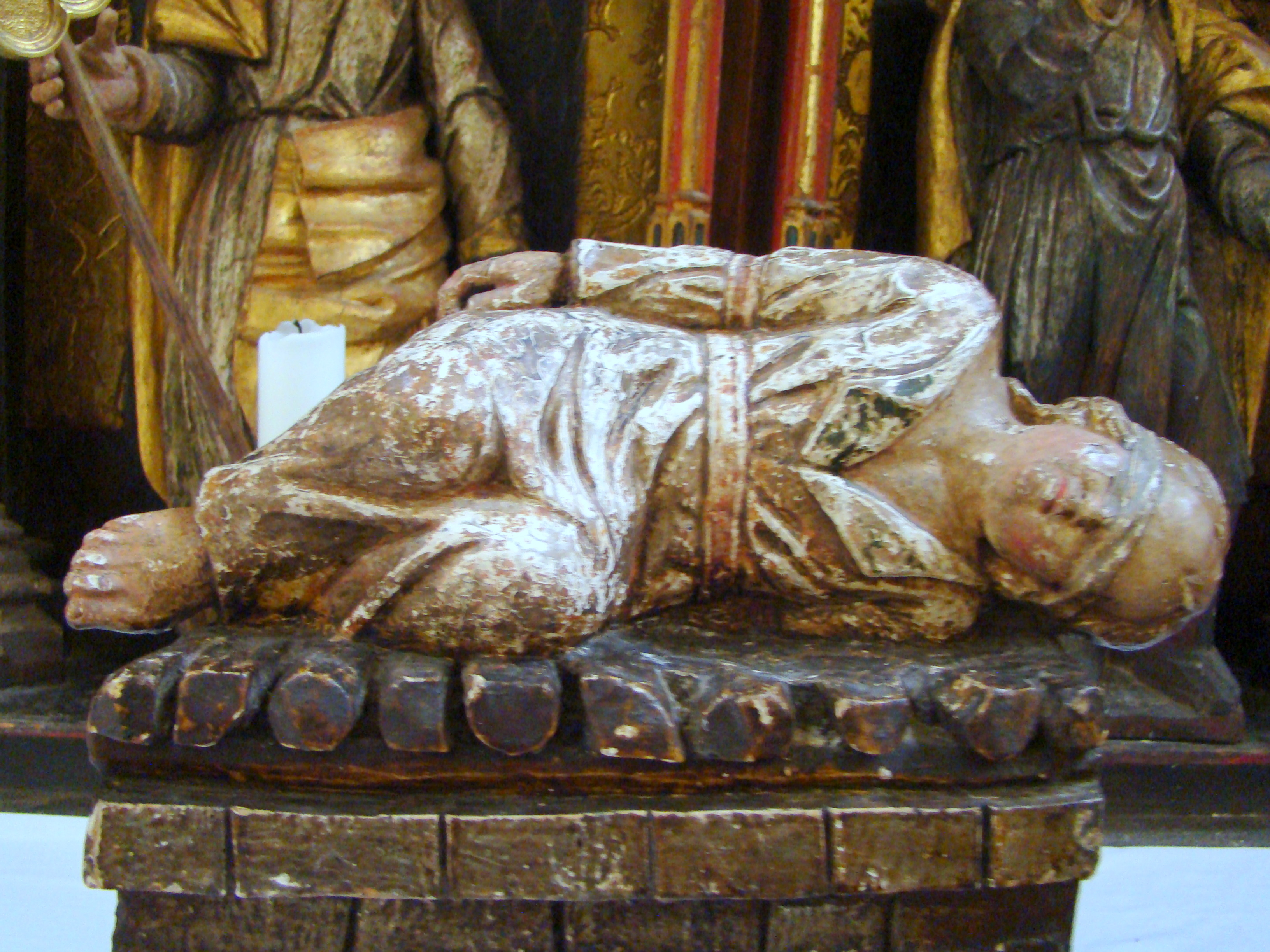
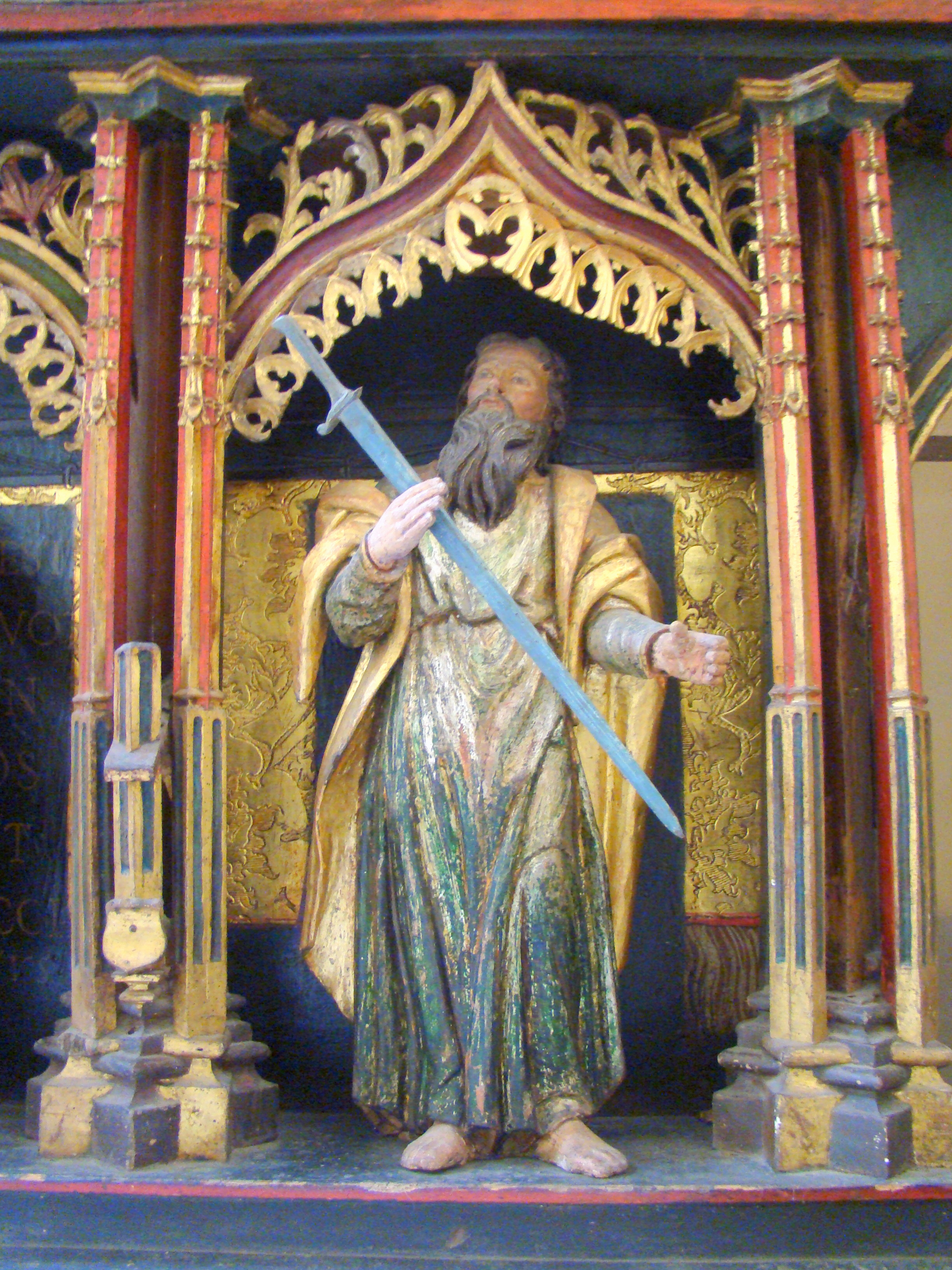
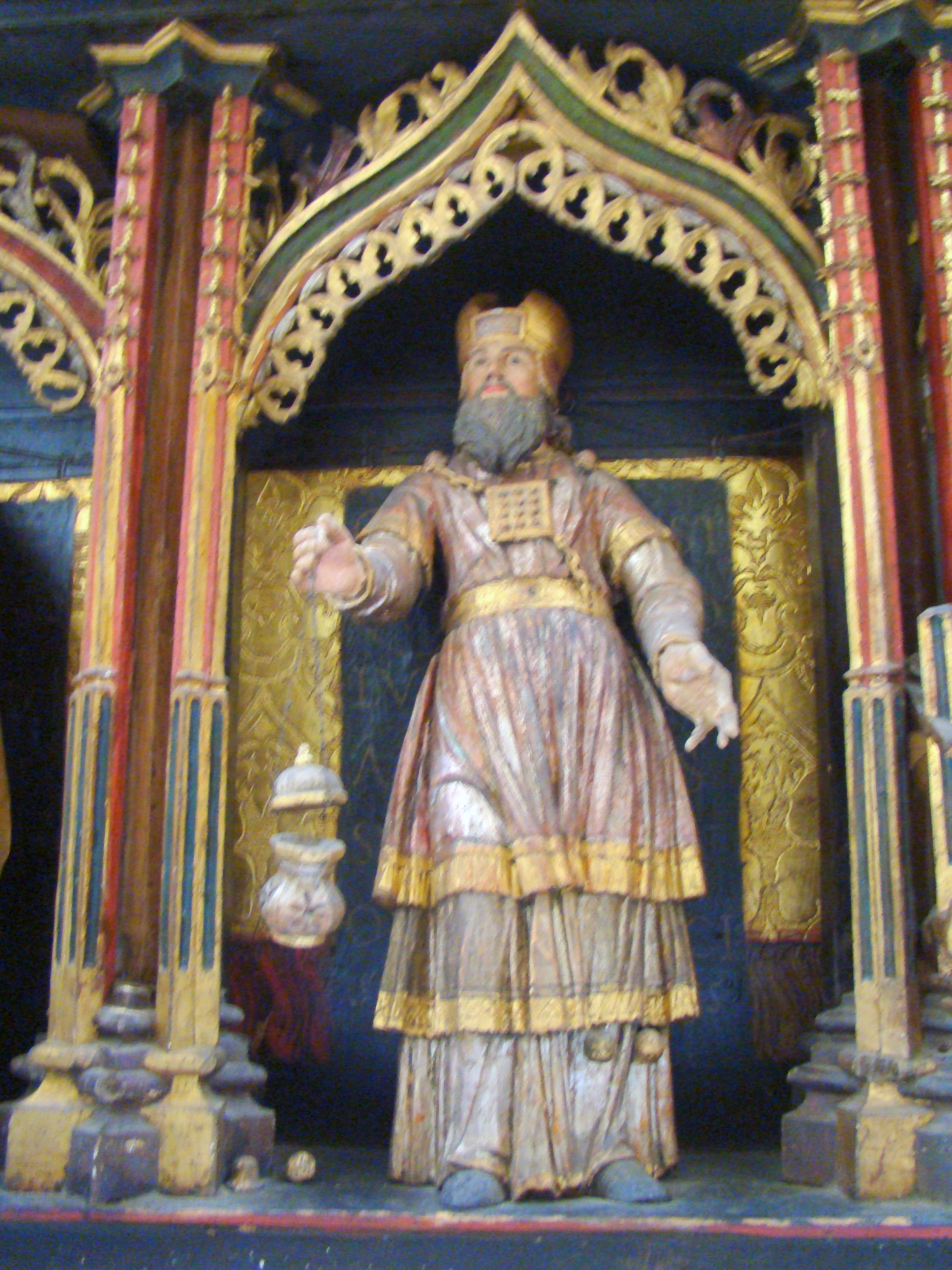
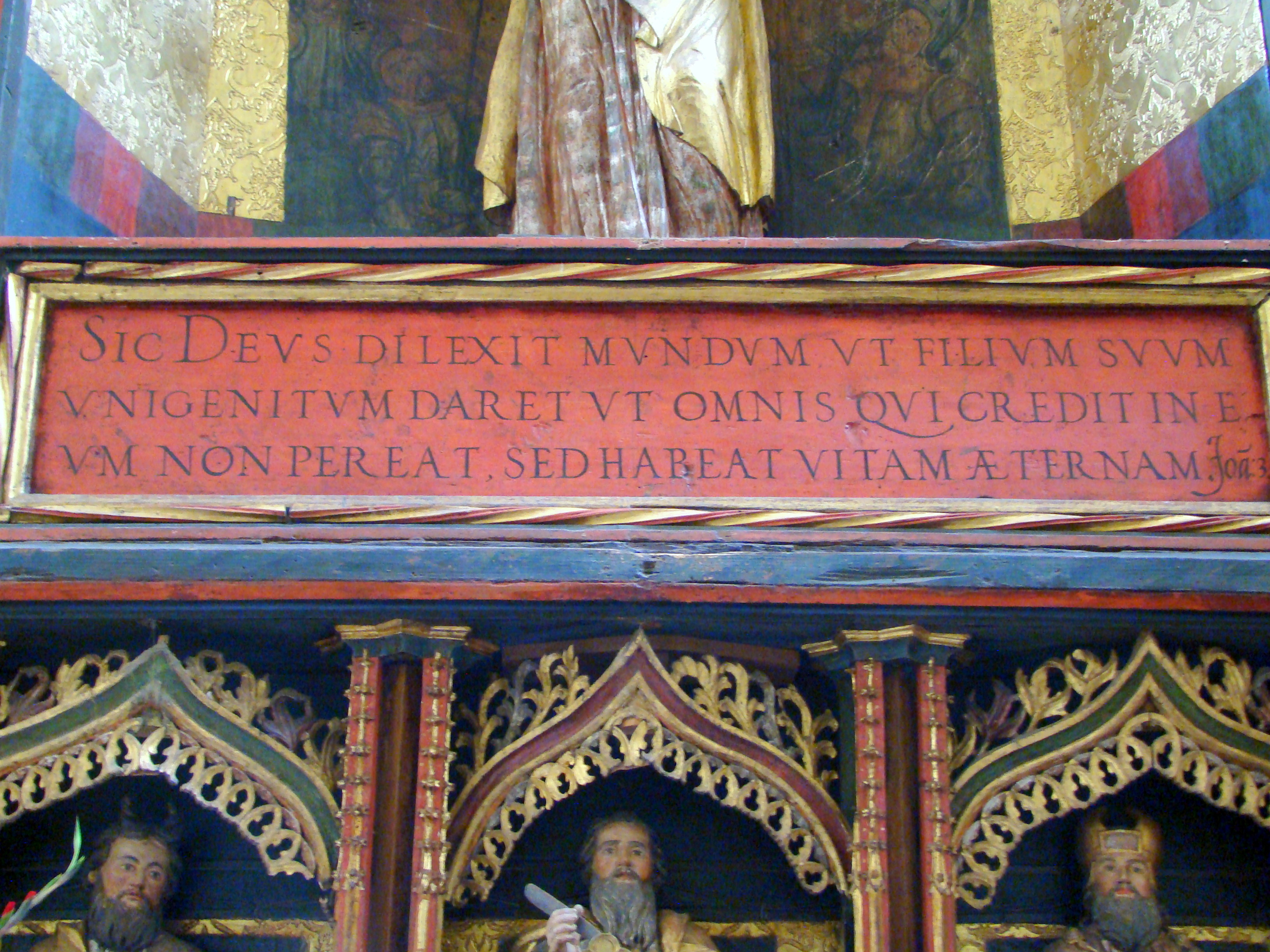
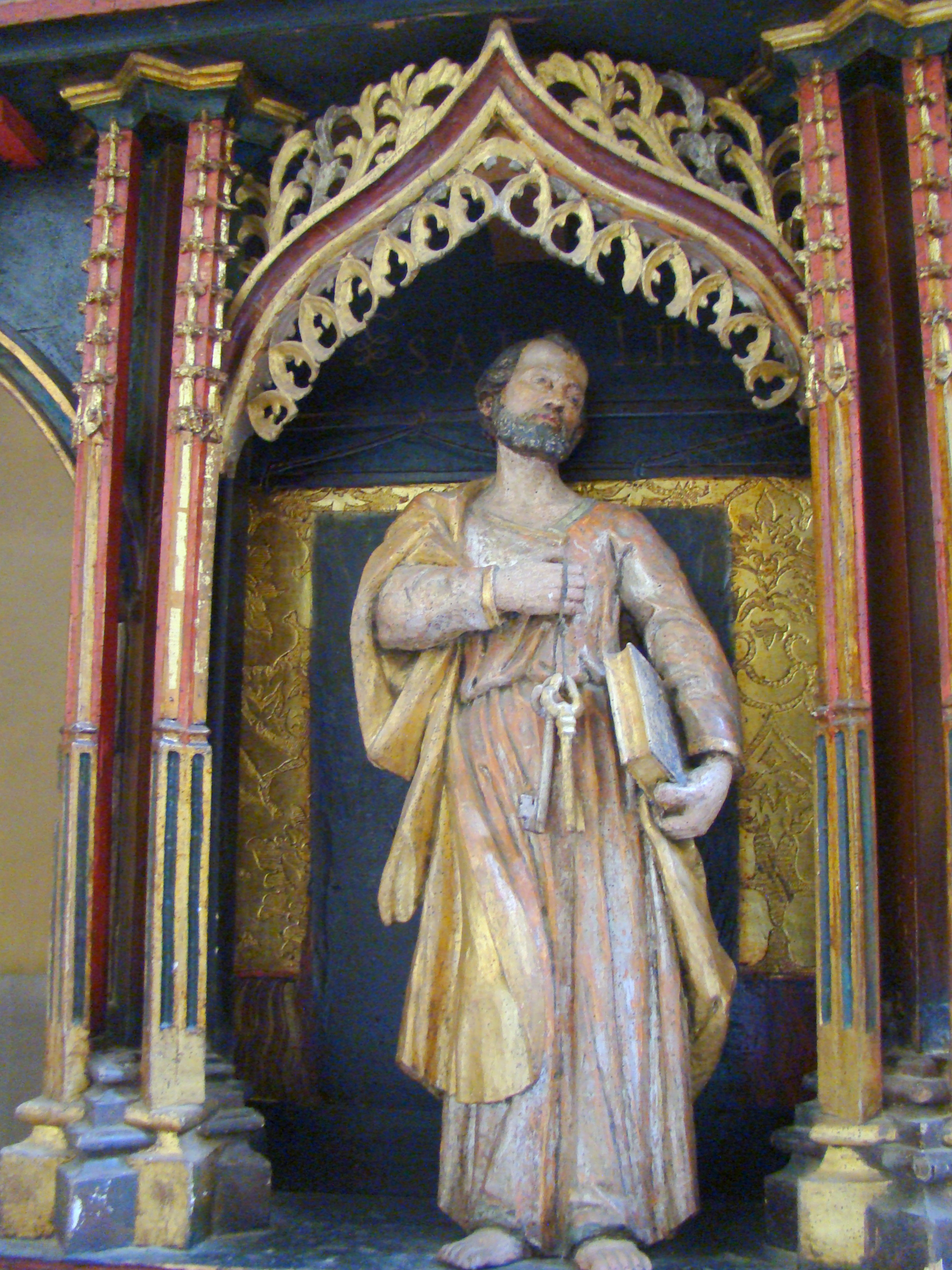
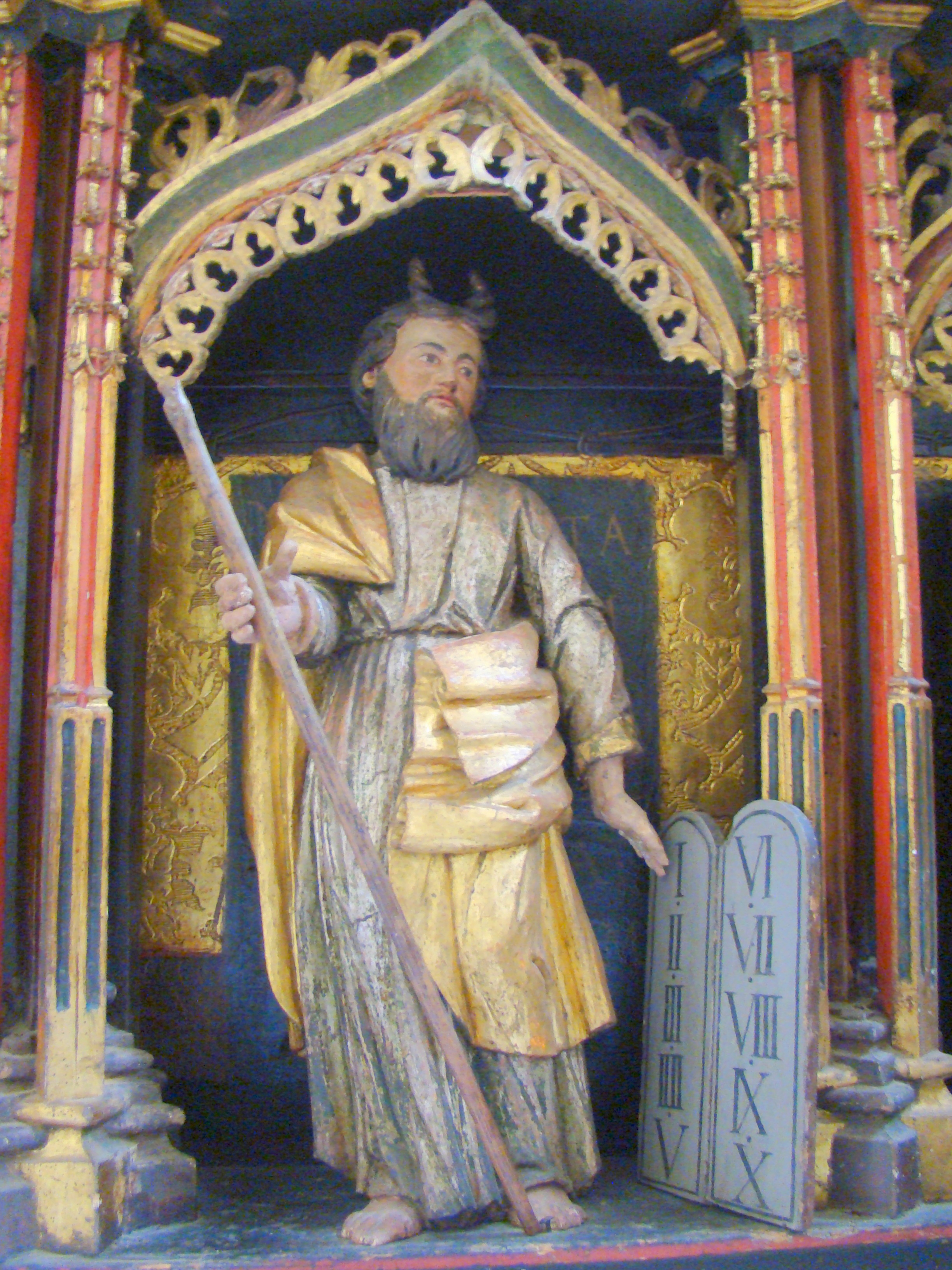
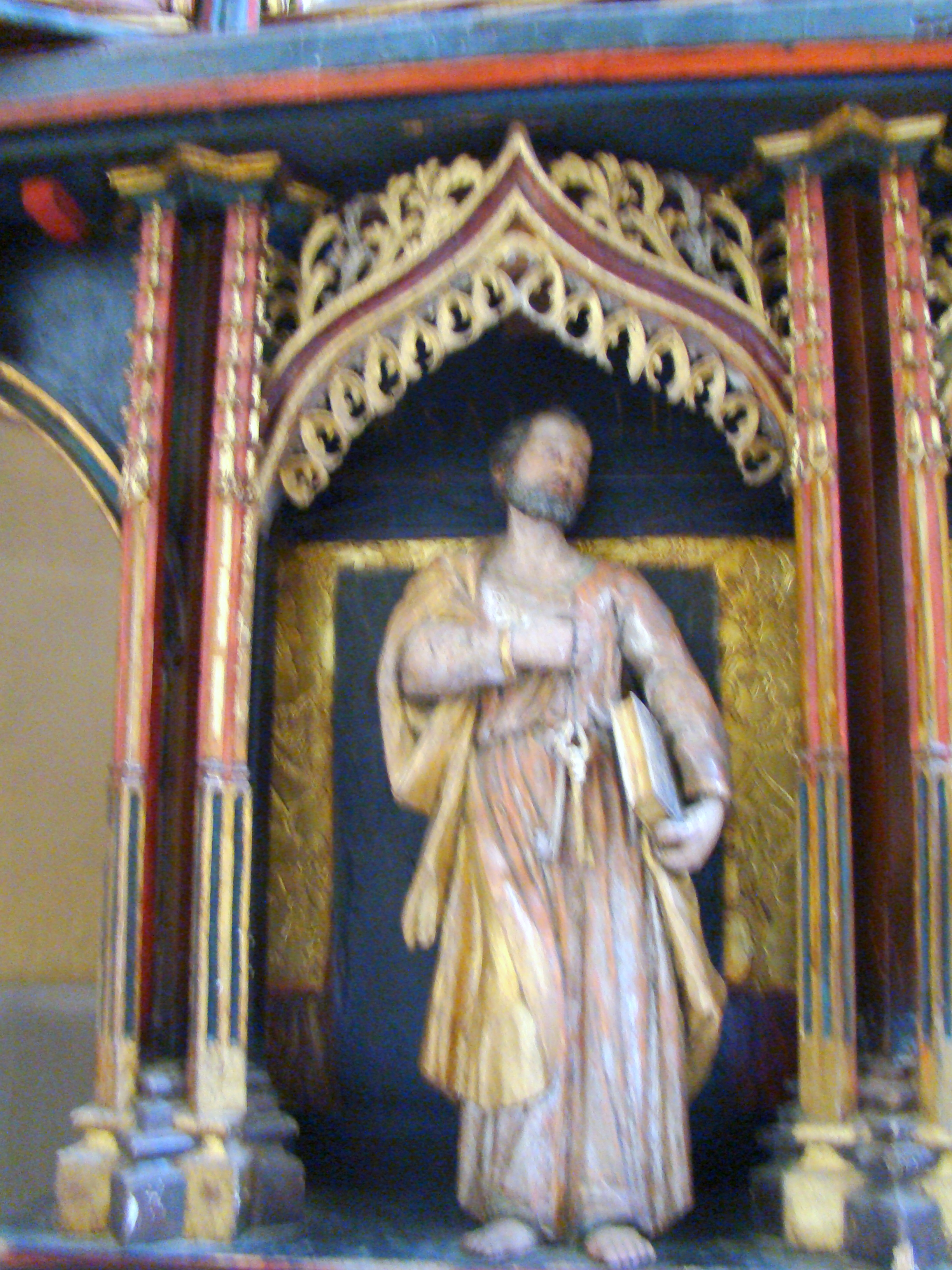